# Лични стандард
Лични стандард је куповна моћ припадника одређене групе или класе становништва изражена кроз однос прихода и расхода, односно количине новца који остаје за личну потрошњу, луксуз, едукацију, рекреацију и све потребе које не спадају у основне. Доживљај личног стандарда подлеже личним критеријумима појединца.